# Wolrad Eberle
Pour les articles homonymes, voir Eberle.
Wolrad Eberle, né le 4 mai 1908 à Fribourg-en-Brisgau et mort le 13 mai 1949 à Cologne, était un athlète allemand.

## Carrière
Wolrad Eberle a remporté la médaille de bronze du décathlon aux Jeux olympiques d'été de 1932 à Los Angeles, devenant le premier médaillé allemand dans cette discipline lors d'une grande compétition internationale. Son club était le Berliner SC et il avait, en compétition, un poids de forme de 77 kg pour 1,79 m.
Sa performance aux jeux de 1932 était de 8030 points. En 1932, il devint également champion d'Allemagne (et était sacré vice-champion en 1931, 1933 et 1934) et il se classait encore sixième des championnats d'Europe en 1934.

## Palmarès

### Jeux olympiques d'été
- Jeux olympiques d'été de 1932 à Los Angeles (États-Unis)  
  -  Médaille de bronze du décathlon

### Championnats d'Europe d'athlétisme
- Championnats d'Europe d'athlétisme de 1934 à Turin (Italie) 
  - 6e du décathlon

### Championnats d'Allemagne
- Médaille d'or du décathlon en 1932
- Médaille d'argent du décathlon en 1931, 1933 et 1934

## Sources
- (de) Cet article est partiellement ou en totalité issu de l’article de Wikipédia en allemand intitulé « Wolrad Eberle » (voir la liste des auteurs).